# Упорненский район
Упорненский район — административно-территориальная единица в составе Краснодарского края, существовавшая в 1939—1953 годах. Центр — станица Упорная
Упорненский район был образован 21 августа 1939 года в составе Краснодарского края. В его состав вошли 8 сельсоветов: Зассовский, Сладкий, Союз 16 хуторов и Упорненский были переданы из Лабинского района; Ахметовский, Гофицкий, Каладжинский и Отважный — из Мостовского района.
22 августа 1953 года Упорненский район был упразднён. При этом Ахметовский, Гофицкий и Отважный с/с были переданы в Спокойненский район, а Зассовский, Каладжинский, Сладкий, Союз 16 хуторов и Упорненский — в Лабинский район.